# Necronomidol
Necronomidol (яп. ネクロノマイドル «Некрономайдол»), «стилизовано как NECRONOMIDOL» — японская идол хэви-метал группа, сформированная в 2014 году. Они участвовали в более чем трёх международных турах и в настоящее время выступают в более чем 12 странах.

## История

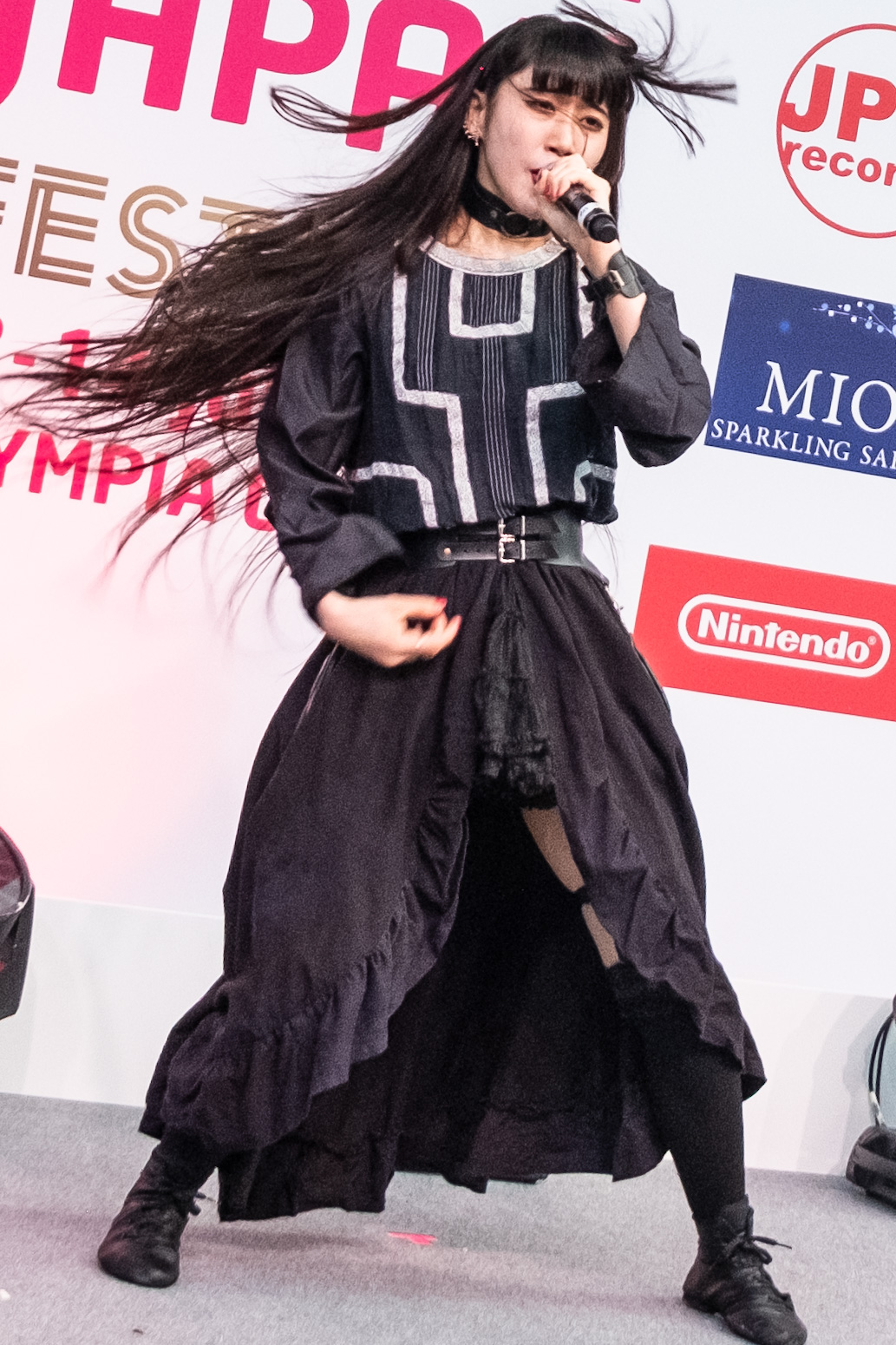
Химари Цукисиро, участница Necronomidol, на фестивале Hyper Japan Fest в Лондоне, 2019 год.

Группа Necronomidol была сформирована как октет в Японии, Токио в феврале 2014 года и с начала своей музыкальной деятельности пережила частые смены состава. Ни одна из восьми вокалисток оригинального состава больше не участвует в Necronomidol; четверо из них уже покинули группу в год основания. Группа считается частью антиидольского движения, также считается одной из самых долгоиграющих каваии-метал-групп.
С 2015 по 2020 год Necronomidol выпустили три полноформатных студийных альбома, четыре EP и пять синглов. Первый альбом, Nemesis, выпущенный в 2016 году расположился в японских музыкальных чартах на 247 месте и продержался в течение одной недели. Кроме того, песня Exitium попала в отечественный чарт синглов, где попала на 127 место и также продержалась неделю.
В 2018 и 2019 годах группа совершила два тура по Европе. В ноябре 2018 года последовал концерт в Нью-Йорке в рамках Нью-Йоркского фестиваля азиатской музыки.
Группа занимает видное место в движениях альтернативных идолов и кавайного метала. Их название происходит от Некрономикона, знаменитого вымышленного гримуара, описанного в произведениях Говарда Лавкрафта, в сочетании с японскими словами для магии ma (яп. 魔) и некромантии nekuro ma (яп. ネクロロ魔), и идол (англ. idol). Necronomidol выступали на кинофестивале имени Лавкрафта и дважды на КтулхуКоне — в 2018 и 2020 годах. С ними работал целый ряд композиторов, например Перкеле, который работал над такими треками, как «Ritual» и «Dawnslayer». Группой руководит Рики Уилсон, американский экспат, живущий в Токио.
Они начали с визуальных образов, вдохновлённых традиционным японским образом «святой девы» с «преследующими» нотками, которые впервые появились в их ранних видео 2014 года. Позже в их образ вошли элементы мифов Ктулху, а также современных японских и западных ужасов.

## Музыкальный стиль
Стиль Necronomidol описывают как слияние J-pop с различными жанрами, такими как индустриальная музыка, панк-рок, дарквейв, витч-хаус, шугейз и особенно хэви-метал и блэк-метал. Из-за этого их причисляют к жанрам каваии-метал и пост-блэк-метал.
Томас Беккер из немецкой музыкальной онлайн-платформы Powermetal.de также определяет музыкальные влияния ска и синти-попа 80-х. На лирику в основном повлиял «Мифы Ктулху» Говарда Лавкрафта.

## Дискография

### Студийные альбомы
- Nemesis (2016)[32]
- Deathless (2017)[32]
- Voidhymn (2018)[33]
- vämjelseriter (2021)[34]

### EP
- From Chaos Born (2016)[32]
- Dawn Slayer (2017)[35]
- Strange Aeons (2018)[32]
- Scions of the Blasted Heath (2019)[36]

### Синглы
- Ikotsu Moufubuki (2015)[37]
- Reikon Shoumetsu (2015)[32]
- Etranger (2015)[32]
- Exitum (2015)[32]
- TUPILAQ (2020)[38]
- Santa Sangre (2020)[39]

## Участники

### Текущие
- Химари Цукисиро (2017-н. в.)

### Бывшие
- Каэдэ (2014)
- Кагура Нагата (2014)
- Аиса Мияно (2014)
- Рио Маэда (2014)
- Сэцуко Хэнмэй (2014—2015)
- Рю Татибана (2014—2015)
- Карэн Кусака (2015—2016)
- Хотару Цукумо (2014—2016)
- Сари (2014—2019, покинула проект, чтобы сфокусироваться на сольной карьере Архивная копия от 24 февраля 2022 на Wayback Machine)
- Хина Ёцую (2015—2019, покинула для участия в MANACLE)
- Куноги Кэнбиси (2019)
- Рисаки Какидзаки (2014—2020 покинула для участия в MANACLE)
- Рэй Имаидзуми (2016—2020, покинула для участия в MANACLE)
- Мишелль (2019—2020)
- Сики Рукава (2020—2021, покинула проект, чтобы сфокусироваться на сольной карьере)
- Роа Тода (2020—2021)
- Мариа Хосидзора (2021, покинула из-за проблем со здоровьем)
- Нана Камино (2020—2021)
- Това Амоу (2021-2022)
- Курогане Хисуи (2022)
- Мэика Мотинага (2021-2022)
- Малин Кодзакура (2021-2022)